# Brunegghorn
El Brunegghorn és una muntanya dels Alps Penins situada a Suïssa.